# Tweede divisie (vrouwenhandbal) 2020/21
De tweede divisie is de op twee na hoogste afdeling van het Nederlandse handbal bij de dames op landelijk niveau. De tweede divisie bestaat uit twee gelijkwaardige onafhankelijke groepen/competities (A en B), elk bestaande uit twaalf teams met een eigen kampioen en degradanten.

## Gevolgen van de coronacrisis in Nederland
Na het vroegtijdige beëindigen van het seizoen 2019/20 werd er op 12 september 2020 het nieuwe handbalseizoen gestart.
- Op 13 oktober maakte het kabinet nieuwe maatregelen bekend door de oplopende cijfers van de tweede golf van het coronavirus in Nederland. Door de nieuwe maatregelen is de BENE-League, HandbalNL-League en de eredivisie (en lager) stilgelegd tot onbepaalde tijd.[1]
- Door de verleningen van de maatregelen en de komst van een totale lockdown in Nederland zijn alle competitie binnen de NHV stopgezet op 15 januari. Het NHV wil op 10 april 2021 een alternatieve competitie beginnen. Ook maakte het NHV bekend dat in het seizoen 2021/22 de zelfde poule-indelingen aanhouden, omdat de promotie-/degradatieregelingen stop zijn gezet voor het seizoen 2020/21.[2]

## Opzet
- De twee kampioenen promoveren rechtstreeks naar de eerste divisie (mits er niet al een hogere ploeg van dezelfde vereniging in de eerste divisie speelt).
- De ploegen die als 10de, 11de en 12de eindigen degraderen rechtstreeks naar de hoofdklasse.

Er promoveren dus 2 ploegen, en er degraderen 6 (gelijk aan het aantal hoofdklassen bij de dames) ploegen.

## Tweede divisie A

### Teams
| Ploeg                | Plaats          | Provincie     |
| -------------------- | --------------- | ------------- |
| Dongen               | Dongen          | Noord-Brabant |
| D.S.O.               | Den Helder      | Noord-Holland |
| Foreholte 2          | Voorhout        | Zuid-Holland  |
| Gemini (Z)           | Zoetermeer      | Zuid-Holland  |
| Havas                | Almere          | Flevoland     |
| H.M.C.Raamsdonksveer | Raamsdonksveer  | Noord-Brabant |
| Klaverblad/Oliveo    | Pijnacker       | Zuid-Holland  |
| United Breda/Orion R | Breda - Rucphen | Noord-Brabant |
| Sima Sport/Ventura   | Schiedam        | Zuid-Holland  |
| WPK/Westlandia       | Naaldwijk       | Zuid-Holland  |
| Commandeur/VVW       | Wervershoof     | Noord-Holland |
| Zeeburg              | Diemen          | Noord-Holland |

>> Resterende programma afgelast, het getoonde is de oorspronkelijke planning. <<

### Stand
| Pos | Club                 | Wed | W | G | V | Ptn | DV | DT | +/− | Opmerking                    |
| --- | -------------------- | --- | - | - | - | --- | -- | -- | --- | ---------------------------- |
| 1   | Foreholte 2          | 3   | 3 | 0 | 0 | 6   | 74 | 64 | +10 | Promotie naar eerste divisie |
| 2   | Sima Sport/Ventura   | 2   | 2 | 0 | 0 | 4   | 60 | 44 | +16 |                              |
| 3   | H.M.C.Raamsdonksveer | 3   | 2 | 0 | 1 | 4   | 71 | 51 | +20 |                              |
| 4   | Dongen               | 3   | 1 | 1 | 1 | 3   | 73 | 78 | -5  |                              |
| 5   | Havas                | 1   | 1 | 0 | 0 | 2   | 26 | 12 | +14 |                              |
| 6   | Commandeur/VVW       | 1   | 1 | 0 | 0 | 2   | 26 | 25 | +1  |                              |
| 7   | WPK/Westlandia       | 3   | 1 | 0 | 2 | 2   | 77 | 69 | +8  |                              |
| 8   | Klaverblad/Oliveo    | 3   | 1 | 0 | 2 | 2   | 78 | 73 | +5  |                              |
| 9   | United Breda/Orion R | 2   | 0 | 2 | 1 | 2   | 70 | 79 | -9  |                              |
| 10  | D.S.O.               | 3   | 0 | 1 | 2 | 1   | 47 | 48 | -1  | Degradeerd naar hoofdklasse  |
| 11  | Zeeburg              | 1   | 0 | 0 | 1 | 0   | 20 | 31 | -11 | Degradeerd naar hoofdklasse  |
| 12  | Gemini (Z)           | 3   | 0 | 0 | 3 | 0   | 34 | 82 | -48 | Degradeerd naar hoofdklasse  |

Bron: NHV Uitslagen-standen

## Tweede divisie B

### Teams
| Ploeg                          | Plaats                 | Provincie  |
| ------------------------------ | ---------------------- | ---------- |
| Bentelo                        | Bentelo                | Overijssel |
| Herpertz Bevo HC               | Panningen              | Limburg    |
| BSAC                           | Maasbree               | Limburg    |
| D.S.V.D.                       | Deurningen             | Overijssel |
| Lettele                        | Lettele                | Overijssel |
| MEOS                           | Nederweert             | Limburg    |
| Pacelli                        | Zieuwent               | Gelderland |
| Navique/SVBO                   | Emmen                  | Drenthe    |
| Fit & Fun/Voorwaarts           | Twello                 | Gelderland |
| Cabooter Group/HandbaL Venlo 2 | Venlo                  | Limburg    |
| Wijhe '92                      | Wijhe                  | Overijssel |
| Zenderen Vooruit/Bornerbroek   | Zenderen - Bornerbroek | Overijssel |

>> Resterende programma afgelast, het getoonde is de oorspronkelijke planning. <<

### Stand
| Pos | Club                           | Wed | W | G | V | Ptn | DV | DT | +/− | Opmerking                    |
| --- | ------------------------------ | --- | - | - | - | --- | -- | -- | --- | ---------------------------- |
| 1   | Lettele                        | 3   | 2 | 0 | 1 | 5   | 96 | 80 | +16 | Promotie naar eerste divisie |
| 2   | Fit & Fun/Voorwaarts           | 2   | 2 | 0 | 0 | 4   | 62 | 48 | +14 |                              |
| 3   | Zenderen Vooruit/Bornerbroek   | 3   | 2 | 0 | 1 | 4   | 75 | 67 | +8  |                              |
| 4   | Wijhe '92                      | 2   | 1 | 1 | 0 | 3   | 50 | 49 | +1  |                              |
| 5   | Herpertz Bevo HC               | 2   | 1 | 0 | 1 | 2   | 59 | 48 | +11 |                              |
| 6   | Bentelo                        | 2   | 1 | 0 | 1 | 2   | 39 | 32 | +7  |                              |
| 7   | Cabooter Group/HandbaL Venlo 2 | 2   | 1 | 0 | 1 | 2   | 50 | 60 | -10 |                              |
| 8   | D.S.V.D. 2                     | 0   | 0 | 0 | 0 | 0   | 0  | 0  | 0   |                              |
| 9   | Navique/SVBO                   | 1   | 0 | 0 | 1 | 0   | 20 | 33 | -13 |                              |
| 10  | Pacelli                        | 1   | 0 | 0 | 1 | 0   | 15 | 29 | -14 | Degradeerd naar hoofdklasse  |
| 11  | BSAC                           | 2   | 0 | 0 | 2 | 0   | 51 | 54 | -3  | Degradeerd naar hoofdklasse  |
| 12  | MEOS                           | 2   | 0 | 0 | 2 | 0   | 39 | 56 | -17 | Degradeerd naar hoofdklasse  |

Bron: NHV Uitslagen-standen